# Abdelillah Mame
 (août 2016).
Si vous disposez d'ouvrages ou d'articles de référence ou si vous connaissez des sites web de qualité traitant du thème abordé ici, merci de compléter l'article en donnant les références utiles à sa vérifiabilité et en les liant à la section « Notes et références ».
Abdelilah Mame, né le 10 novembre 1975 à Casablanca, est un athlète handisport marocain, médaille d’or du 800 m aux Jeux paralympiques de Pékin.

## Palmarès
- Médaillé d'or aux championnats du monde d'athlétisme pour handicapés 2006, disputés à Assen (nord des Pays-Bas) 400 m, avec un chrono de 49 s 83.
- médaille d’or du 800 m aux Jeux paralympiques de Pékin.
- Médailles de bronze aux Jeux paralympiques d'été de Londres 2012 , spécialité 1 500 m T13 et 800 m T13.
- Médaille de bronze du 800 m T13 compétition ouverte aux athlètes mal voyants au mondiaux paralympiques de Lyon 2013.
- Médaille d’or du 1 500 m lors de la 5e journée des championnats du monde d’athlétisme handisport 2015 avec un chrono de 3 min 54 s 34[2] devançant l’Algérien Abdelatif Baka (3 min 55 s 74), tandis que l’autre athlète marocain El Amine Chentouf a décroché la médaille de bronze troisième (3 min 56 s 49).